# Regrettiers
Les regrettiers, ou regrattiers, sont les personnes qui vendaient des comestibles au détail dans les foires au Moyen Âge.
Au XVIIe siècle, les regrattiers revendent au petit peuple des villes les restes des riches tables de l'aristocratie, participant ainsi à la diffusion de nouvelles modes de consommation.

## Définition du métier
Pour définir le rôle des regrattiers parmi l'ensemble des métiers, on peut se reporter à celle donnée par Savary des Bruslons dans son « Dictionnaire Universel du Commerce » (1730) :

« Toute marchandise ordinaire qui se vend aux marchés ou qui se crie par les rues propre et nécessaire pour entretien du ménage est une Denrée. On peut les distinguer en grosses et en menues denrées. Les grosses comme le blé, le vin,le foin, le bois, etc. Les menues, comme les fromages, les fruits, les graines, les légumes. Ce sont les Regrattiers qui vendent les menues denrées. »

.

## Caractéristiques du métier
Le regrattier achète des denrées pour les revendre au détail. Cela peut concerner de nombreuses denrées, parmi lesquelles les plus stratégiques : le pain et le sel.
La regratterie de pain est déjà organisée au Moyen Âge. Le Livre des Métiers, écrit par Étienne Boileau au 13e siècle, détaille ses attributions
Les regrattiers du sel revendaient à la petite mesure le sel de la gabelle.

## Citation
« [Le] vieux regrattier napolitain qui vendait aux filles de la rue Froidmanteau les débris des repas les plus somptueux faits en ville… »

— Balzac, Gambara, p. 126 (édition Houssiaux).